# Now Voyager
Now Voyager è il primo album in studio da solista del cantautore britannico Barry Gibb, pubblicato nel 1984.

## Tracce
Side 1
1. I Am Your Driver – 4:43
2. Fine Line – 5:07
3. Face to Face (con Olivia Newton-John) – 4:18
4. Shatterproof – 3:59
5. Shine, Shine – 4:43

Side 2
1. Lesson in Love – 3:52
2. One Night (For Lovers) – 4:15
3. Stay Alone – 3:49
4. Temptation – 3:34
5. She Says – 4:07
6. The Hunter – 4:27